# Agonandra macrocarpa
Agonandra macrocarpa är en tvåhjärtbladig växtart som beskrevs av Louis Otho Otto Williams. Agonandra macrocarpa ingår i släktet Agonandra och familjen Opiliaceae. Inga underarter finns listade i Catalogue of Life.